# Esquadrão Kamy
O Esquadrão Kamy foi uma coluna guerrilheira formada por combatentes do Exército Popular de Libertação de Angola (EPLA), a ala armada do Movimento Popular de Libertação de Angola (MPLA), na luta pela independência de Angola.
O esquadrão ficou especialmente conhecido por conter cinco mulheres guerrilheiras fundadoras da Organização da Mulher Angolana — Deolinda Rodrigues, Engrácia dos Santos, Irene Cohen, Lucrécia Paim e Tereza Afonso — que foram capturadas pela Frente Nacional de Libertação de Angola (FNLA), apoiada pelo Governo de Resistência de Angola no Exílio (GRAE), a 2 de março de 1967 e posteriormente assassinadas.

## História
O Esquadrão Kamy era constituído por 150 guerrilhas, dentre os quais cinco mulheres (registos de 1966 incluem uma sexta mulher, Josefa de Assunção Gualdino, de 17 anos, que não está presente em registos mais tardios — por ter adoecido e não poder acompanhar o esquadrão). O nome foi-lhe atribuído em homenagem a Moisés Cardoso "Kamy", membro da guerrilha da frente de Cabinda, morto por acidente com uma mina em 8 de outubro de 1965, aos 23 anos. O esquadrão foi treinado entre outubro e novembro de 1966 no campo Calunga por nacionalistas cubanos, sob instrução do chefe do contingente de treino, Coronel Augusto Martínez Sanchez. A coluna recebeu 45 dias de treino que incluíam instrução técnica de uso de armas soviéticas, chinesas e belgas, e treino tático, físico e político.
Em dezembro, Benigno Ingo Vieira Lopes, veterano de Cabinda, foi nomeado comandante do esquadrão. Tinha por missão atravessar Brazavile em direcção a Luanda para levar reforços da fronteira do Congo-Brazavile até à primeira região político-militar (que compreendia as províncias de Luanda, Zaire, Uige e Cuanza Norte) e ao esquadrão Cienfuegos (cujo nome era homenagem ao revolucionário cubano Camilo Cienfuegos), por forma a reforçar a Frente Norte e libertar Luanda. As mulheres, em inferioridade numérica no esquadrão, eram sujeitas a discriminação de género pelos outros combatentes, fruto do colonialismo.
A sua missão é dificultada por condições precárias pouco depois de chegar a Angola pela província do Zaire em 12 de janeiro de 1967: por causa das chuvas, a coluna perde-se a fazer caminho pela mata, com bombardeiros portugueses a sobrevoar a área; há conflitos internos entre os guerrilheiros; doenças, insectos, animais ferozes, fome e outros problemas causam desânimo e morte de alguns elementos do esquadrão. A escassez de comida leva-os a recorrer à caça e procura de alimentos na vegetação local. Quando chegam ao rio Mebridege, em 10 de fevereiro, a coluna está reduzida a 119 elementos, e as dificuldades, agravadas pelo cerco das tropas portuguesas, impedem parte do batalhão, debilitado e doente, de continuar. O esquadrão divide-se, e 70 guerrilheiros tentam a travessia enquanto outros resolvem regressar ao Congo-Brazavile; este segundo grupo, de 49 pessoas, inclui as cinco guerrilheiras.
O primeiro grupo, liderado por Ingo, é sujeito a múltiplas emboscadas do FNLA e do exército português, e chega a Nambuangongo no dia 1 de abril de 1967, reduzido a 21 elementos.
O grupo que regressa, liderado pelo chefe de logística Ludy Kissassunda, perde vários combatentes. Quando chegam à fronteira com o Congo-Quinxassa, restam 20 sobreviventes. A 2 de março de 1967, as cinco mulheres são capturadas em Camuna junto com os outros combatentes e levadas para a prisão de Cacocol, no Congo-Quinxassa pela FNLA, com o apoio do GRAE. Mais tarde serão transferidos para a base da FNLA em Quincuzo, e não voltam a ser vistos. Alguns dos homens capturados conseguem escapar, mas as mulheres terão sido fuziladas numa data não confirmada, apesar de apelos nacionais e internacionais pelas suas vidas.

## As cinco heroínas de Angola
As cinco mulheres que formavam parte do Esquadrão e com ele partiram em direcção a Luanda, conhecidas como "as cinco heroínas de Angola", eram:

### Engrácia dos Santos
Engrácia Gaspar dos Santos (1947 — Base de Quincuzo, Congo-Quinxassa, março de 1967), também conhecida pelo nome de guerra Lukotcheka era filha de camponeses e foi viver para Luanda aos 7 anos, com uma tia. Em 1964, depois da morte do seu tio, na zona de Dembos, refugiam-se no Zaire, onde entram em contacto com o MPLA. Santos viaja para Brazavile e faz parte do primeiro grupo de mulheres a completar o Curso de Instrução Revolucionária (CIR) em Dolisie em 1965, incorporando depois o Esquadrão Kamy.

### Irene Cohen
Irene Cohen de Brito Teixeira (Lobito, 19 de abril de 1939 — Base de Quincuzo, Congo-Quinxassa, março de 1967), também conhecida pelo nome de guerra Luzolo era a mais velha de três irmãos. O seu pai trabalhava numa empresa comercial, e a mãe era dona de casa. Em 1950, Cohen mudou-se com a família para Luanda, onde completou o quinto ano no Liceu Salvador Correia. Em 1958 começou a trabalhar nos serviços de economia da adminstração colonial como secretária, e partir de 1960 frequenta a Associação dos Naturais de Angola (ANANGOLA), um grupo de intelectuais angolanos que promove manifestações culturais no país. Desde 1963 faz parte do Grupo Santa Cecília, que se reunia nas instalações da Liga Nacional Africana (LNA). Este grupo, de cariz religioso, distribuía também alimentos, dava aulas de costura, informações sobre higiene e cursos de alfabetização e formação política de mulheres. O grupo iria eventualmente ser integrado pelo MPLA e começa a funcionar como uma célula do movimento — por este motivo, Cohen é interrogada múltiplas vezes pela Polícia Internacional e de Defesa do Estado (PIDE). Em 1964 Cohen filia-se no MPLA, e viaja para Portugal, onde obtém um passaporte falso para viajar até Paris. Em 1966, representa a juventude angolana no VIII Congresso da Juventude Comunista da Roménia, realizado em Bucareste. De regresso a Brazavile, trabalha como secretária do Comité de Direcção do MPLA e do seu presidente, Agostinho Neto, e também como militante activa da OMA.

### Tereza Afonso
Tereza Afonso Gomes (Nambuangongo, 1946 — Base de Quincuzo, Congo-Quinxassa, março de 1967), era filha de camponeses, e só completou a escolaridade primária. Desde cedo apoia os guerrilheiros que combatem na primeira região político-militar do MPLA. Em 1964 viaja até ao Zaire, e em Quinxassa filia-se no MPLA. Vai então para Brazavile, onde continua a actividade relacionada com o movimento. Completa em 1965 o curso do Centro de Instrução Revolucionária (CIR) em Dolisie e incorpora o Esquadrão Kamy.

## Controvérsia
Apesar de as fontes oficiais registarem a morte das cinco combatentes como tendo lugar em 2 de março de 1967, em 2007, a deputada do MPLA Ruth Neto afirmou publicamente que essa é a data de captura das guerilheiras, e que elas terão morrido em 1968. Segundo Roberto Francisco de Almeida, irmão de Deolinda Rodrigues, as cinco mulheres capturadas terão sido transportadas para a base militar da FNLA, em Quincuzo, onde terão ficado em cativeiro até pouco antes da visita da Comissão de bons ofícios da Organização da Unidade Africana (OUA), que fora enviada ao Congo para avaliar o conflito e estabelecer a contribuição de cada movimento. Terá sido então que foram executadas, alegadamente em 1968 ou 1969.

## Na cultura popular

### Dia da Mulher Angolana
O dia 2 de março, dia da captura das cinco mulheres foi consagrado como Dia da Mulher Angolana.

### Espaço público
Em 1986 foi inaugurado no Largo das Heroínas um monumento que comemora os esforços das guerrilheiras angolanas entre 1961 e 1975, entre as quais se incluem as cinco mulheres do Esquadrão Kamy.

### Artes plásticas
Em 2022, no Centro Cultural Casa de Angola, em São Paulo, Brasil, esteve patente a exposição Rainhas do N'gola do artista plástico angolano Isidro Sanene, com imagens das guerrilheiras do Esquadrão Kamy.

### Teatro
A peça Esquadrão Kamy, com encenação e direcção artística de Flávio Ferrão, e baseada nas vidas das cinco mulheres da coluna, estreou em 2019 na Casa das Artes, em Talatona, e fez parte da 25ª edicão do Festival Internacional de Mindelo, em Cabo Verde. As guerrilheiras form interpretadas por Sofia Felicidade Alberto Buco, Naed Branco, Lia Carina de Sousa Monteiro, Zoé Silva e Ailsa Renata Gota Conceição de Sousa. A peça baseia-se nos livros Diário de um Exílio sem Regresso, de Deolinda Rodrigues e Heroínas de Angola, da escritora cubana Limbânia Jimenez.

### Literatura
Heroínas de Angola, de Limbânia Jiménez Rodriguez "Nancy" (que fazia parte do grupo que treinou o esquadrão Kamy), é editado pela primeira vez em 1985.